# Vittsjö-Verums pastorat
Vittsjö-Verums pastorat är ett pastorat i Göinge kontrakt i Lunds stift i Hässleholms kommun i Skåne län. 
Pastoratet bildades 1962 och består av följande församlingar:
- Verums församling
- Vittsjö församling

Fram till 1973 omfattades även Visseltofta församling.
Pastoratskod är 071506